# بطولة أوروبا للألعاب المائية 1958
بطولة أوروبا للألعاب المائية 1958 هو الموسم التاسع من بطولة أوروبا للألعاب المائية، عقد في الفترة 31 أغسطس–6 سبتمبر من 1958، وجرت المنافسات في مدينة بودابست،  المجر، ونظمت من قبل الاتحاد الأوروبي للسباحة.

## النتائج
| م        | الذهبية          | الفضية          | البرونزية |
| -------- | ---------------- | --------------- | --------- |
| الفائزين | الاتحاد السوفيتي | المملكة المتحدة | هولندا    |